# Federazione calcistica dell'Uzbekistan
La Federazione calcistica dell'Uzbekistan (in uzbeco Oʻzbekiston Futbol Federatsiyasi,
in inglese Uzbekistan Football Federation, acronimo UFF) è il corpo governativo del calcio in Uzbekistan e cui spetta la gestione della nazionale di calcio e del campionato locali.
L'organismo è stato fondato nel 1946 ed è membro della FIFA e dell'AFC dal 1994.